# Roswitha Esser
Roswitha Esser (* 18. Januar 1941 in Bad Godesberg) ist eine ehemalige deutsche Kanutin.

## Erfolge
- Goldmedaillengewinnerin bei den Olympischen Spielen 1964 (Zeit: 1:56.95) und den Olympischen Spielen 1968 (Zeit: 1:56.44) im Zweier-Kajak über 500 m zusammen mit Annemarie Zimmermann
- 1963 mit Annemarie Zimmermann und 1970 mit Renate Breuer gewann sie Gold bei der Weltmeisterschaft
- Deutsche Meisterin im Zweier-Kajak über 500 m mit Annemarie Zimmermann 1962, 1963, 1964, 1968, 1969, sowie mit Irene Rozema 1965, mit Erika Rekitt 1966 und Roswitha Spohr 1972, sowie im Einer-Kajak 1965, 1966 und 1967
- Europameisterin 1963 sowie Bronze 1969 mit Annemarie Zimmermann im Zweier-Kajak, dazu Silber 1969 im Vierer-Kajak mit Annemarie Zimmermann, Renate Breuer und Erika Felten und Bronze 1965 mit Erika Felten, Irene Rozema und Renate Breuer
- Silber bei den Weltmeisterschaften 1966 im Vierer-Kajak mit Sigrid Kummer, Irene Rozema und Renate Breuer

## Auszeichnungen
- Sportlerin des Jahres 1964 zusammen mit Annemarie Zimmermann
- Zweite bei der Wahl des Jahrhundertsportlers 1999, gewählt von der Neuß-Grevenbroicher Zeitung zusammen mit Annemarie Zimmermann
- Am 11. Dezember 1964 erhielt sie das Silberne Lorbeerblatt.[1]